# Etusaari (ö i Nyland)
Etusaari är en ö i Finland. Den ligger i sjön Valkerpyy och i kommunen Lojo i den ekonomiska regionen  Helsingfors  och landskapet Nyland, i den södra delen av landet, 60 km väster om huvudstaden Helsingfors. Öns största längd är 430 meter i sydöst-nordvästlig riktning.